# 基隆塔

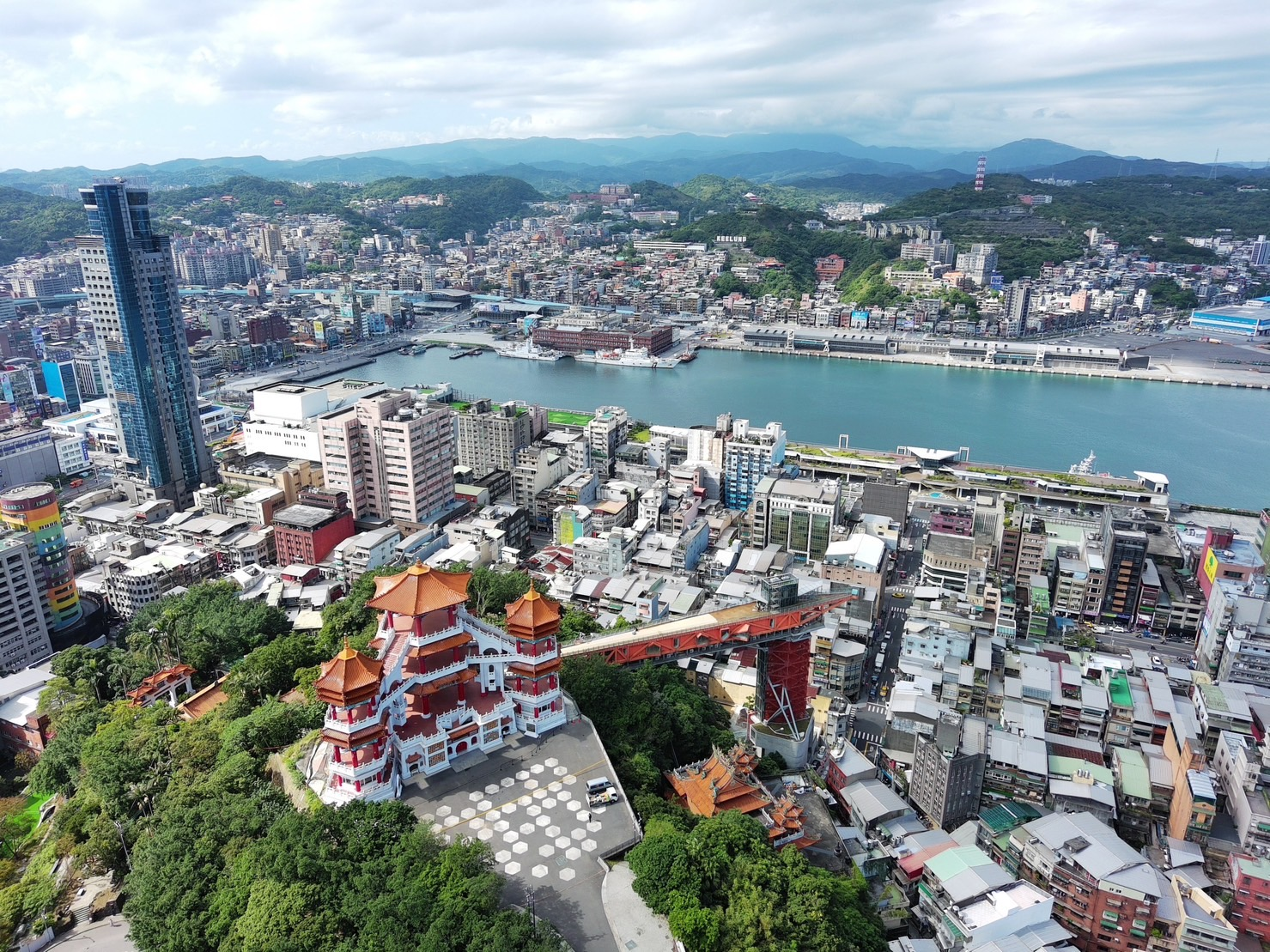
基隆塔及基隆市中心街景，攝於2023年12月16日

基隆塔是位於臺灣基隆市中正區的塔式結構物，屬於「基隆山海城串聯再造計畫」的一部分，其較低處與義二路形象商圈相連，較高處則延伸至主普壇及中正公園。該設施於2023年12月對外開放。

## 沿革
2018年代，基隆市政府在施政報告首度公開「基隆山海城串連再造計畫」，並規劃在舊二分局基地與信二路防空洞興闢電梯及豎梯之地標性設施，除與主普壇透過高架人行棧橋完成串聯。並設有眺望觀景台作為觀光景點功能使用。，建築則於2019年9月舉行再造計畫動土典禮，建設經費新台幣3億多，包括中央補助2億6千多萬元，基隆市政府自籌約1億。
2021年10月，基隆市政府宣布將對該設施進行豎梯命名票選活動，並提出「KEELUNG TOWER基隆塔」、「HOPE TOWER希望塔」之名提供民眾票選，該票選活動最後於12月宣布結構，以基隆塔中選。2022年，基隆塔舉行上樑儀式，由時任市長林右昌與內政部營建署長吳欣修共同主持。
2022年10月，審查預算，市政府編列基隆塔及防空洞2座電梯的維管費為720萬元，並經過行政驗收程序後預計2022年底試營運。
2023年，基隆塔的內部經營權由遠見人文空間得標，並預計於12月中下旬開幕。後於12月5日至10日期間試營運，開放民眾免費參觀，未來規劃向非基隆市民酌收費用以利營運。

## 設施
基隆塔為一座塔式結構物，由建築師邱文傑設計、義力營造施工，其建築所在地舊址為基隆市警察局第二分局，在日治時期則為興國山久寶寺所在地。其造型為參考基隆港的橋式起重機，整體結構高約60公尺、設立在塔頂的露天觀景平台共86公尺長，其建築內共設有兩座電梯，另一處位於信二路口的防空洞。
內部空間規劃部分，其露天觀景平台下側樓層共設觀景咖啡廳。在原始設計中，建築原配色是水泥灰與藍色，後則將配色改成橙色，樓梯間採用磚紅色的網板修飾，塔底為6樓高的基座，並規劃作為營運辦公室使用。基地後方則顯接信二路防空洞，並針對防空洞內部重新修整通道，並設置電梯直通主普壇後方之扇形平台，經由兩座電梯以引導作為前往中正公園動線。